# Rudolf Credner
Georg Rudolf Credner (Gotha, 1850 – Greifswald, 1908) è stato un geografo tedesco.
Figlio di Karl Friedrich Heinrich Credner e fratello di Carl Hermann Credner, fu docente all'università di Greifswald dal 1881; tra le sue opere si ricordano Die Deltas (1878) e Rügen (1893), incentrato sull'omonima isola tedesca.
Ebbe un figlio, Wilhelm Credner, anche lui geografo.